# Budzyń (obwód iwanofrankiwski)
Budzyń (ukr. Будзин, także Budzyn) – wieś na Ukrainie w rejonie tłumackim obwodu iwanofrankiwskiego, nad Dniestrem.